# Beaudéduit
Beaudéduit est une commune française située dans le département de l'Oise en région Hauts-de-France.

## Géographie

### Description

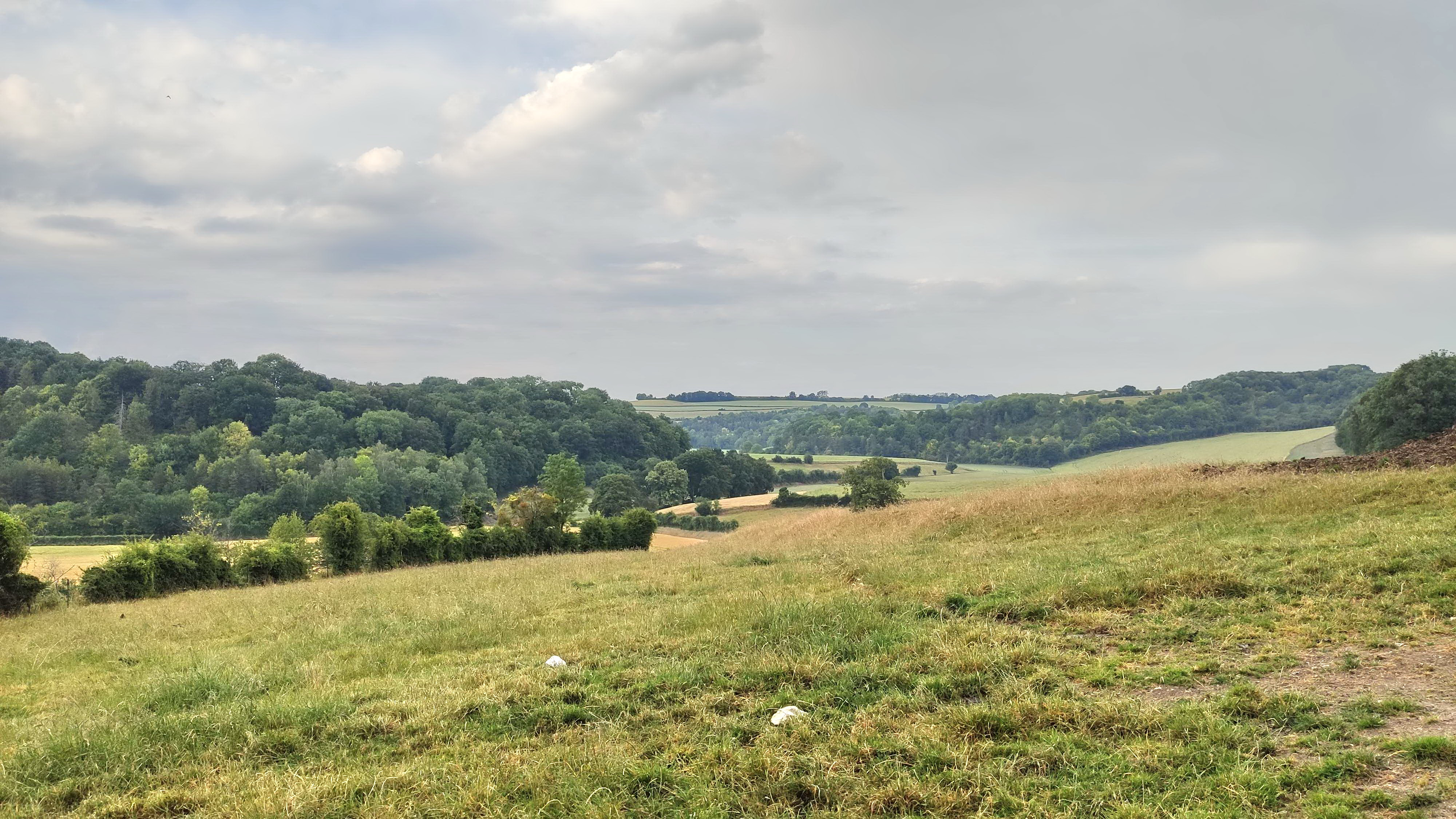
La Vallée du Loup pendu au printemps.

Beaudéduit est un village-rue agricole du Plateau picard situé à mi-distance de Beauvais et d'Amiens, limitrophe du département de la Somme, bordé au nord par le vallon des Parquets et la vallée des Évoissons.

### Communes limitrophes
|           | Thoix Somme          |             |
| Sommereux | Beaudéduit           | Lavacquerie |
|           | Le Mesnil-Conteville |             |

### Hydrographie
La commune est située dans le bassin Artois-Picardie. Elle n'est drainée par aucun cours d'eau.

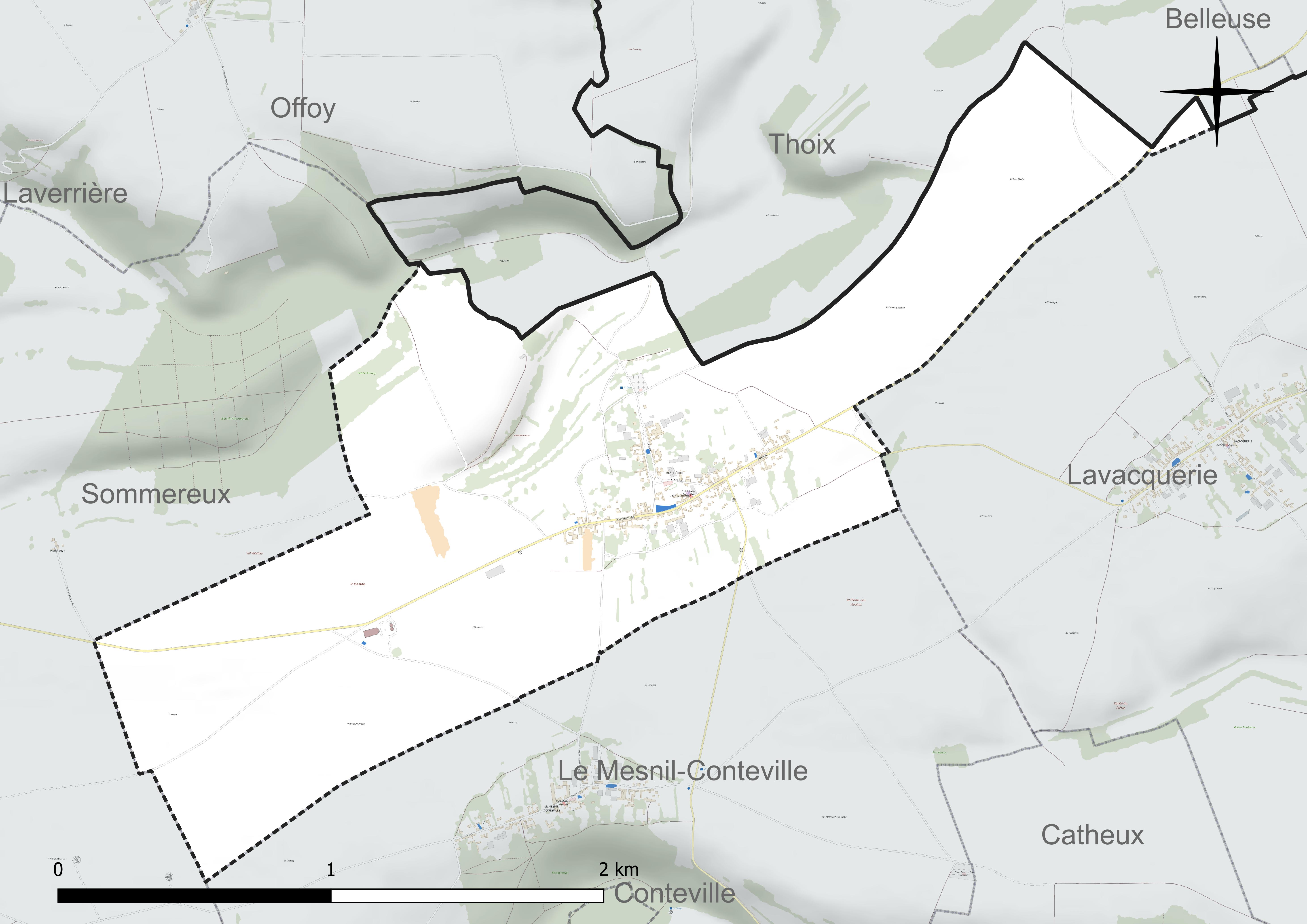
Réseau hydrographique de Beaudéduit.

### Climat
Pour des articles plus généraux, voir Climat des Hauts-de-France et Climat de l'Oise.
En 2010, le climat de la commune est de type climat océanique dégradé des plaines du Centre et du Nord, selon une étude du CNRS s'appuyant sur une série de données couvrant la période 1971-2000. En 2020, Météo-France publie une typologie des climats de la France métropolitaine dans laquelle la commune est exposée à un climat océanique et est dans une zone de transition entre les régions climatiques « Nord-est du bassin Parisien » et « Côtes de la Manche orientale ». 
Pour la période 1971-2000, la température annuelle moyenne est de 10,1 °C, avec une amplitude thermique annuelle de 14,5 °C. Le cumul annuel moyen de précipitations est de 783 mm, avec 12,3 jours de précipitations en janvier et 8,3 jours en juillet. Pour la période 1991-2020, la température moyenne annuelle observée sur la station météorologique la plus proche, située sur la commune de Saint-Arnoult à 18 km à vol d'oiseau, est de 10,4 °C et le cumul annuel moyen de précipitations est de 797,2 mm,. Pour l'avenir, les paramètres climatiques de la commune estimés pour 2050 selon différents scénarios d'émission de gaz à effet de serre sont consultables sur un site dédié publié par Météo-France en novembre 2022.

## Urbanisme

### Typologie
Au 1er janvier 2024, Beaudéduit est catégorisée commune rurale à habitat dispersé, selon la nouvelle grille communale de densité à sept niveaux définie par l'Insee en 2022.
Elle est située hors unité urbaine. Par ailleurs la commune fait partie de l'aire d'attraction de Beauvais, dont elle est une commune de la couronne,. Cette aire, qui regroupe 162 communes, est catégorisée dans les aires de 50 000 à moins de 200 000 habitants,.

### Occupation des sols
L'occupation des sols de la commune, telle qu'elle ressort de la base de données européenne d'occupation biophysique des sols Corine Land Cover (CLC), est marquée par l'importance des territoires agricoles (91,1 % en 2018), une proportion sensiblement équivalente à celle de 1990 (91,2 %). La répartition détaillée en 2018 est la suivante : 
terres arables (66,5 %), prairies (19 %), zones urbanisées (6,8 %), zones agricoles hétérogènes (5,7 %), forêts (2,1 %). L'évolution de l'occupation des sols de la commune et de ses infrastructures peut être observée sur les différentes représentations cartographiques du territoire : la carte de Cassini (XVIIIe siècle), la carte d'état-major (1820-1866) et les cartes ou photos aériennes de l'IGN pour la période actuelle (1950 à aujourd'hui).

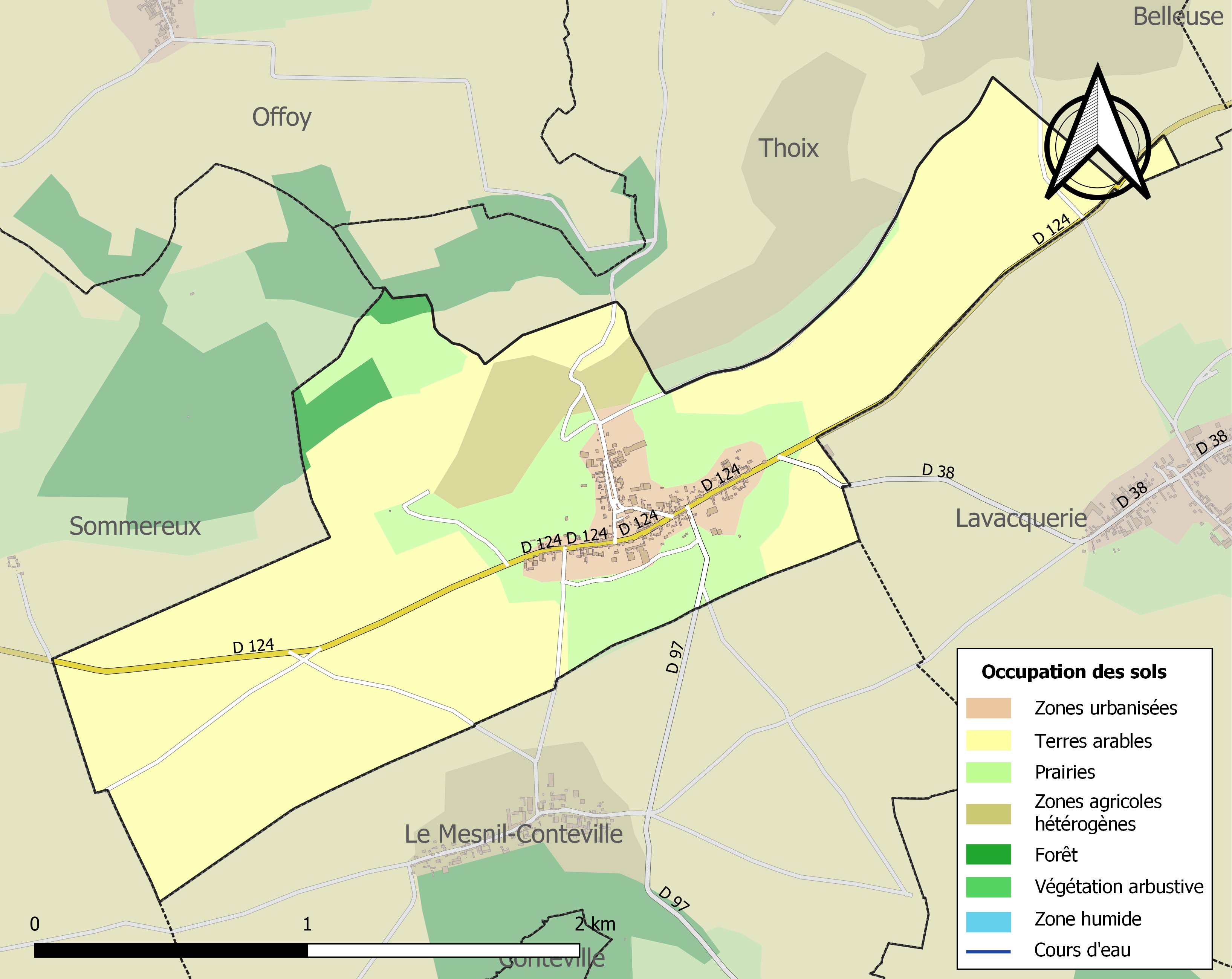
Carte des infrastructures et de l'occupation des sols de la commune en 2018 (CLC).

### Habitat et logement
En 2018, le nombre total de logements dans la commune était de 100, alors qu'il était de 93 en 2013 et de 90 en 2008.
Parmi ces logements, 82 % étaient des résidences principales, 6,3 % des résidences secondaires et 11,7 % des logements vacants. Ces logements étaient pour 99,1 % d'entre eux des maisons individuelles et pour 0 % des appartements.
Le tableau ci-dessous présente la typologie des logements à Beaudéduit en 2018 en comparaison avec celle de l'Oise et de la France entière. Une caractéristique marquante du parc de logements est ainsi une proportion de résidences secondaires et logements occasionnels (6,3 %) supérieure à celle du département (2,5 %) et à celle de la France entière (9,7 %). Concernant le statut d'occupation de ces logements, 90,9 % des habitants de la commune sont propriétaires de leur logement (91,4 % en 2013), contre 61,4 % pour l'Oise et 57,5 pour la France entière.
| Typologie                                               | Beaudéduit | Oise | France entière |
| ------------------------------------------------------- | ---------- | ---- | -------------- |
| Résidences principales (en %)                           | 82         | 90,4 | 82,1           |
| Résidences secondaires et logements occasionnels (en %) | 6,3        | 2,5  | 9,7            |
| Logements vacants (en %)                                | 11,7       | 7,1  | 8,2            |

### Voies de communication et transports
La commune est desservie, en 2023, par les lignes 614, 616, 625 et 6103 du réseau interurbain de l'Oise et par la ligne 733 du réseau Trans'80.

## Toponymie
Le nom de la localité est attesté sous les formes Bellum deductum (vers 1230) ; Beaudeduit (1454) ; Beaudeduict (1522) ; Beau deduit (1667) ; Beaudéduit (1840).

« Beau déduit » signifie une maison de plaisance, de plaisir. Désigne  parfois  une maison de plaisance fort coûteuse, considérée comme une folle entreprise, une « Folie ».

## Histoire
Des tuiles romaines ont été trouvées sur la commune au XIXe siècle.
Le village dépendait autrefois des seigneurs de Thoix.
Il y avait autrefois dans la commune un moulin à vent et une briqueterie.
- Circonscriptions religieuses sous l'Ancien Régime[15] : paroisse Saint-Jean-Baptiste ; doyenné d'Amiens ; archidiaconé de Grandvilliers ; diocèse d'Amiens.
- Circonscriptions administratives sous l'Ancien Régime en 1789[15] : grenier à sel de Grandvilliers ; intendance d'Amiens ; élection d'Amiens ; Coutume d'Amiens ; bailliage d'Amiens ; prévôté royale du Beauvaisis ; Gouvernement de Picardie ; Parlement de Paris.

## Politique et administration

### Rattachements administratifs et électoraux

#### Rattachements administratifs
La commune se trouve dans l'arrondissement de Beauvais du département de l'Oise.
Elle faisait partie depuis 1801 du canton de Grandvilliers. Dans le cadre du redécoupage cantonal de 2014 en France, cette circonscription administrative territoriale a disparu, et le canton n'est plus qu'une circonscription électorale.

#### Rattachements électoraux
Pour les élections départementales, la commune fait partie depuis 2014 du canton de Grandvilliers
Pour l'élection des députés, elle fait partie de la deuxième circonscription de l'Oise.

### Intercommunalité
Beaudéduit est membre de la communauté de communes de la Picardie Verte, un établissement public de coopération intercommunale (EPCI) à fiscalité propre créé fin 1996  et auquel la commune a transféré un certain nombre de ses compétences, dans les conditions déterminées par le code général des collectivités territoriales.

### Liste des maires
| Période                                  | Période                       | Identité         | Étiquette | Qualité                                                                                           |
| ---------------------------------------- | ----------------------------- | ---------------- | --------- | ------------------------------------------------------------------------------------------------- |
| Les données manquantes sont à compléter. |                               |                  |           |                                                                                                   |
| 1962                                     |                               | Pierre Delacourt |           |                                                                                                   |
| Les données manquantes sont à compléter. |                               |                  |           |                                                                                                   |
| 1967                                     | 2001                          | René Masson      |           | Agriculteur                                                                                       |
| mars 2001                                | En cours (au 13 juillet 2020) | Guy Masson       | DVD       | Agriculteur Vice-président de la CC de la Picardie Verte (2020 → ) Réélu pour le mandat 2020-2026 |

## Population et société

### Démographie

#### Évolution démographique
L'évolution du nombre d'habitants est connue à travers les recensements de la population effectués dans la commune depuis 1793. Pour les communes de moins de 10 000 habitants, une enquête de recensement portant sur toute la population est réalisée tous les cinq ans, les populations de référence des années intermédiaires étant quant à elles estimées par interpolation ou extrapolation. Pour la commune, le premier recensement exhaustif entrant dans le cadre du nouveau dispositif a été réalisé en 2004.

En 2022, la commune comptait 170 habitants, en évolution de −21,3 % par rapport à 2016 (Oise : +0,87 %, France hors Mayotte : +2,11 %).
| 1793 | 1800 | 1806 | 1821 | 1831 | 1836 | 1841 | 1846 | 1851 |
| ---- | ---- | ---- | ---- | ---- | ---- | ---- | ---- | ---- |
| 600  | 637  | 616  | 522  | 562  | 573  | 546  | 525  | 500  |

| 1856 | 1861 | 1866 | 1872 | 1876 | 1881 | 1886 | 1891 | 1896 |
| ---- | ---- | ---- | ---- | ---- | ---- | ---- | ---- | ---- |
| 496  | 485  | 466  | 392  | 414  | 372  | 353  | 326  | 304  |

| 1901 | 1906 | 1911 | 1921 | 1926 | 1931 | 1936 | 1946 | 1954 |
| ---- | ---- | ---- | ---- | ---- | ---- | ---- | ---- | ---- |
| 261  | 265  | 248  | 218  | 218  | 223  | 225  | 236  | 218  |

| 1962 | 1968 | 1975 | 1982 | 1990 | 1999 | 2004 | 2006 | 2009 |
| ---- | ---- | ---- | ---- | ---- | ---- | ---- | ---- | ---- |
| 212  | 220  | 216  | 181  | 156  | 169  | 177  | 179  | 186  |

| 2014 | 2019 | 2022 | - | - | - | - | - | - |
| ---- | ---- | ---- | - | - | - | - | - | - |
| 210  | 180  | 170  | - | - | - | - | - | - |

#### Pyramide des âges
La population de la commune est relativement jeune.
En 2018, le taux de personnes d'un âge inférieur à 30 ans s'élève à 37,2 %, soit en dessous de la moyenne départementale (37,3 %). À l'inverse, le taux de personnes d'âge supérieur à 60 ans est de 21,7 % la même année, alors qu'il est de 22,8 % au niveau départemental.
En 2018, la commune comptait 92 hommes pour 100 femmes, soit un taux de 52,08 % de femmes, légèrement supérieur au taux départemental (51,11 %).
Les pyramides des âges de la commune et du département s'établissent comme suit.
| Hommes | Classe d’âge | Femmes |
| ------ | ------------ | ------ |
| 2,3    | 90 ou +      | 0,0    |
| 2,3    | 75-89 ans    | 12,8   |
| 14,0   | 60-74 ans    | 11,7   |
| 20,9   | 45-59 ans    | 28,7   |
| 19,8   | 30-44 ans    | 12,8   |
| 20,9   | 15-29 ans    | 21,3   |
| 19,8   | 0-14 ans     | 12,8   |

| Hommes | Classe d’âge | Femmes |
| ------ | ------------ | ------ |
| 0,5    | 90 ou +      | 1,4    |
| 5,5    | 75-89 ans    | 7,6    |
| 15,6   | 60-74 ans    | 16,3   |
| 20,8   | 45-59 ans    | 20     |
| 19,4   | 30-44 ans    | 19,4   |
| 17,6   | 15-29 ans    | 16,2   |
| 20,6   | 0-14 ans     | 19,1   |

## Culture locale et patrimoine

### Lieux et monuments
- Église Saint-Jean-Baptiste du XVIe siècle, de style style flamboyant homogène et de qualité, comprenant une nef  basse et un chœur dans la continuité  se terminant par une abside à trois pans et un portail orné mais très dégradé.  L'intérieur est orné d'un lambris refait en 1833.
Le bâtiment contient  un petit orgue du XVIIIe siècle  installé au revers de la façade avec  l'ancienne grille du chœur[24]. Sa restauration est engagée depuis 2018 permet en 2021 de reprendre les pierres dégradées de la façade occidentale[25].

- À côté de l'église  a été construit en 2006 un auvent en torchis, abritant vraisemblablement un ancien broyeur de pommes à cidre, en bois.
- Monument aux morts constitué d'une colonne quadrangulaire ornée du buste de Poilu grenadier des Marbreries Générales, n°2142 et d'une couronne mortuaire et palme entremêlées[26]

- La Forge Konoba, un lieu où sont organisées depuis 2017  des fêtes et des soirées, dans l'ancienne forge du village[27].

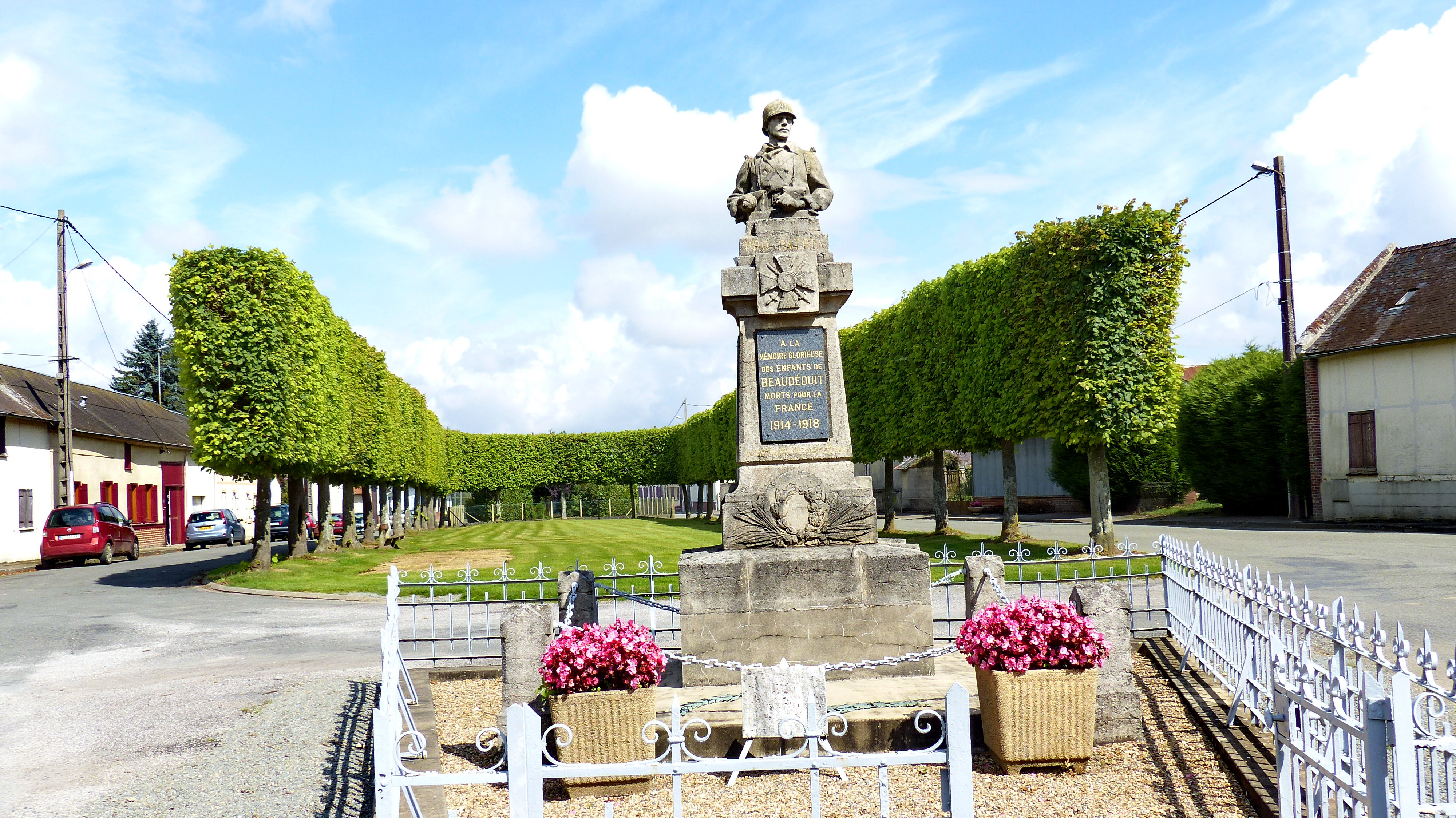
Le champ de foire et le monument aux morts.
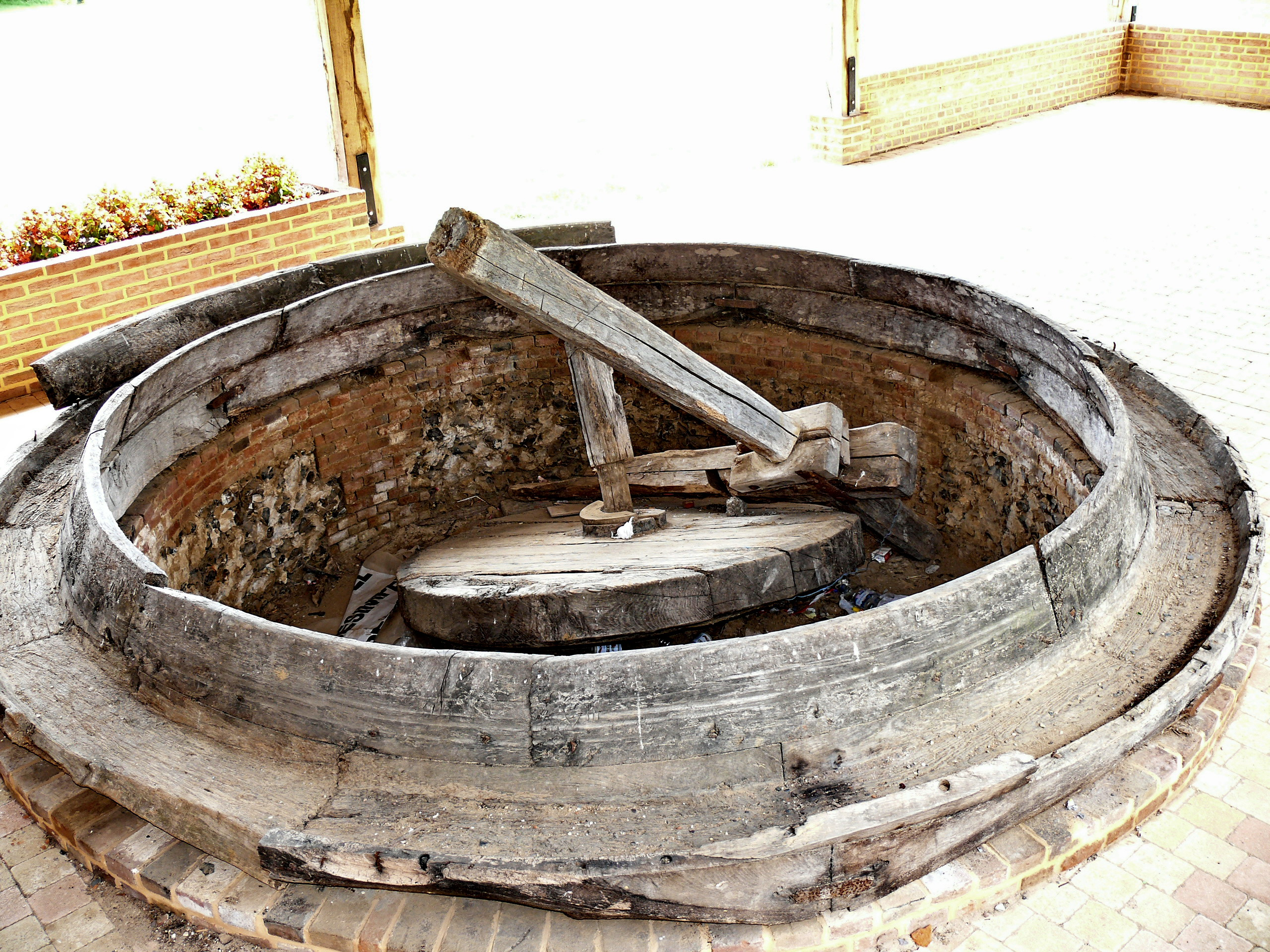
Le broyeur de pommes à cidre, en attente de remontage (2007).
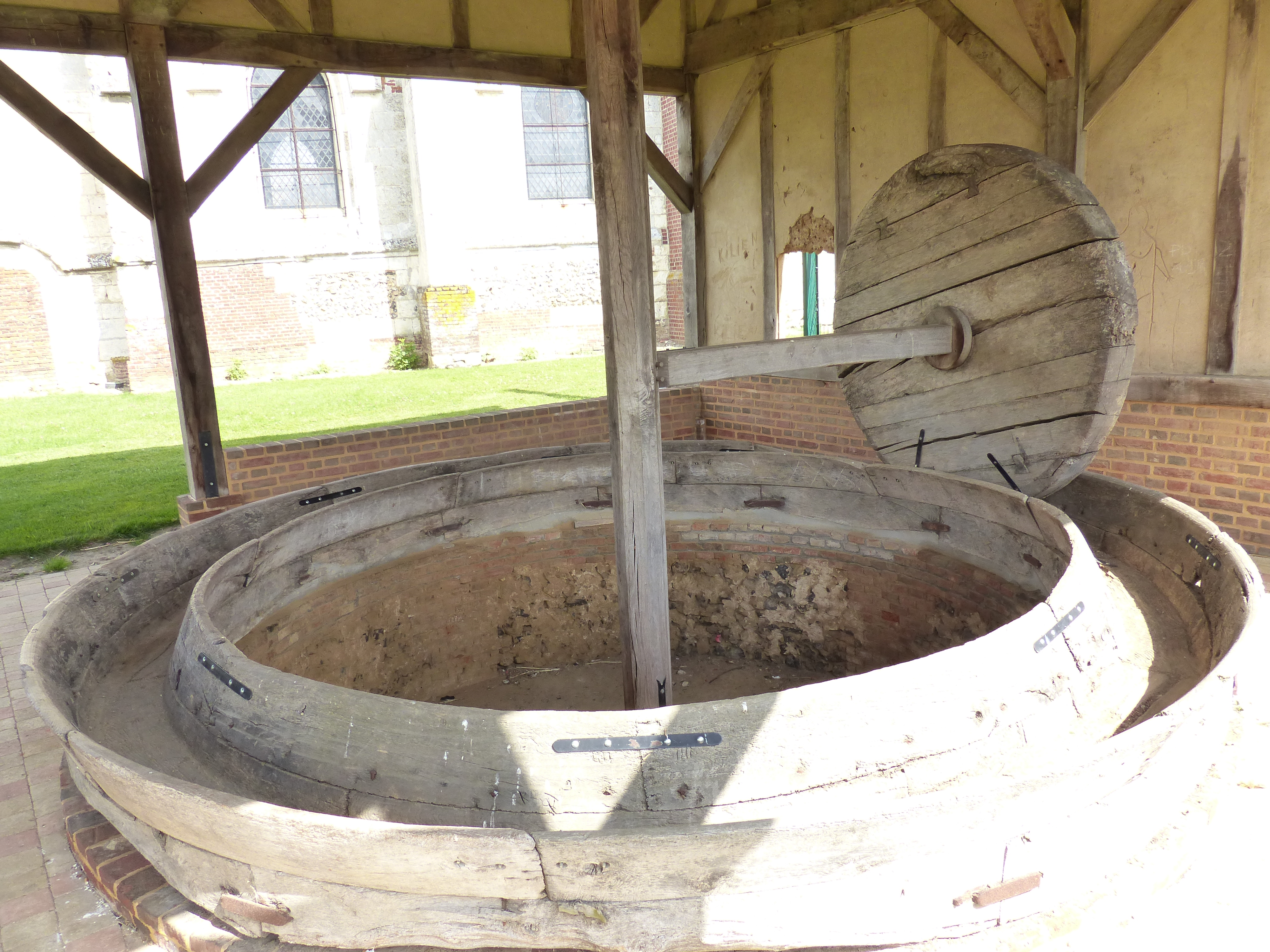
Le broyeur, après remontage.
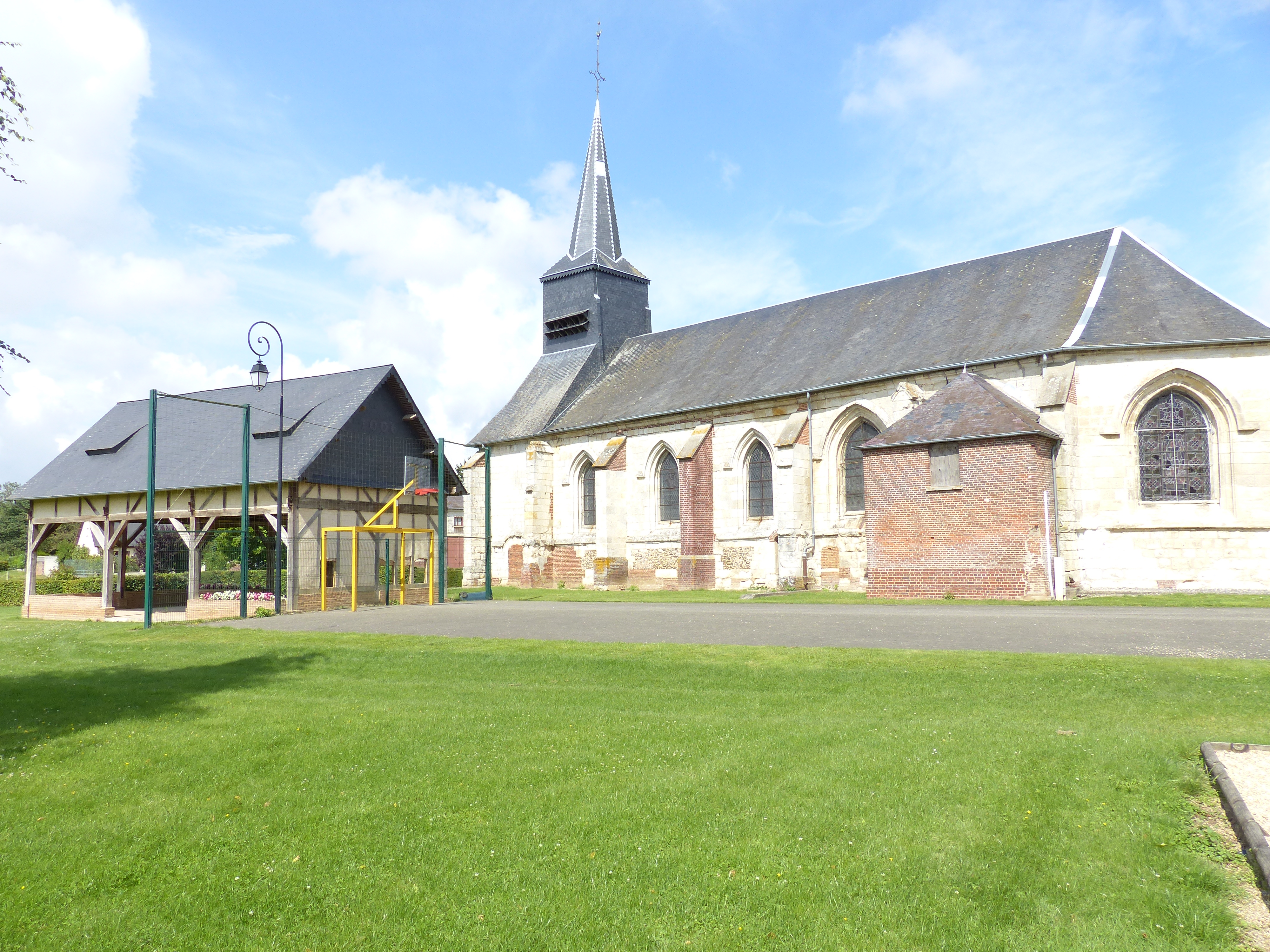
Façade sud de l'église, les aires de jeux et l'auvent abritant le broyeur de pommes à cidre.

### Personnalités liées à la commune
Plusieurs seigneurs d'Ancien Régime aient des terres notamment à Beaudéduit : 
- Anthoine de Halluyn, chevalier, rend hommage féodal en 1530 pour ses fiefs de Lihus, Thoys, Clentin, Beaudéduit, Fontenay, Rotangy, Juvegnyes, Godechart, Hemermont, Saint-Magneviaux[28] ».

- François Gouffier (1518-1594), dit le Jeune, aussi appelé Guillaume ; il eut les seigneuries de Bonnivet, Crèvecoeur, Argies, Thois, Thiennes, Catheux, Juvignies, Verderel, Beaudéduit, Courcelles, Offoy, Rotangy, La Neuville-sur-Oudeuil, Hémécourt, Fontenay, Numermont, Maisoncelle-Saint-Pierre, etc.; il participe aux sièges du Pas-de-Suse, d'Hesdin, de Cony, de Perpignan, aux batailles de Cériselles, de Dreux, de Saint-Denis, aux sièges de Landrecies, de Metz, de Calais, de Thionville et d'Orléans ; devient lieutenant-général, vice-amiral de Picardie en 1577[29]